# Старая Тараба
Старая Тараба — село в Кытмановском районе Алтайского края, входит в состав Кытмановского сельсовета.

## География
Расположено на реке Тараба (левый приток Чумыша), в 7 км к югу от райцентра Кытманово.
В селе есть пять улиц:
- Заречная
- Красилова
- Озёрная
- Черемнова
- Школьный (переулок)

## История
Основано в 1725 году. В 1928 году состояло из 441 хозяйства, основное население — русские. В административном отношении являлось центром Старо-Тарабинского сельсовета Верх-Чумышского района Барнаульского округа Сибирского края.

## Население
| 1926 | 1997 | 1998 | 1999 | 2000 | 2001 | 2002 | 2003 | 2004 | 2005 |
| ---- | ---- | ---- | ---- | ---- | ---- | ---- | ---- | ---- | ---- |
| 2473 | ↘574 | ↗582 | ↘578 | ↗589 | ↗608 | ↘513 | ↗533 | ↘524 | ↘480 |
| 2006 | 2007 | 2008 | 2009 | 2010 | 2011 | 2012 | 2013 |      |      |
| ↘447 | →447 | ↘437 | ↘403 | ↘397 | ↘396 | ↘384 | ↘377 |      |      |

Национальный состав
Согласно результатам переписи 2002 года, в национальной структуре населения русские составляли 88 %.

## Известные уроженцы
Красилов, Александр Семёнович и

 Черемнов, Леонтий Арсентьевич — оба Герои Советского Союза. Вместе с украинцем Иваном Герасименко в январе 1942 года совершили массовый подвиг — в бою под Новгородом закрыли собой немецкие амбразуры.

 Собко, Иван Кузьмич — Герой Советского Союза